# Radouňka
Radouňka (dříve Malá Radouň, německy Klein Radeinles) je vesnice, část města Jindřichův Hradec v okrese Jindřichův Hradec v Jihočeském kraji. Nachází se dva kilometry severně od centra Jindřichova Hradce. Radouňka je také název katastrálního území o rozloze 7,84 km².

## Historie
První písemná zmínka o vesnici pochází z roku 1365.  V letech 1938 až 1945 byla ves v důsledku uzavření Mnichovské dohody přičleněna k nacistickému Německu.

## Obyvatelstvo
| Rok            | 1869 | 1880 | 1890 | 1900 | 1910 | 1921 | 1930 | 1950 | 1961 | 1970 | 1980 | 1991 | 2001 | 2011 | 2021 |
| -------------- | ---- | ---- | ---- | ---- | ---- | ---- | ---- | ---- | ---- | ---- | ---- | ---- | ---- | ---- | ---- |
| Počet obyvatel | 338  | 378  | 397  | 374  | 419  | 372  | 357  | 342  | 353  | 423  | 559  | 658  | 655  | 634  | 682  |
| Počet domů     | 41   | 44   | 43   | 44   | 50   | 52   | 59   | 75   | 68   | 89   | 126  | 166  | 174  | 203  | 220  |

## Obecní správa
Při sčítání lidu v letech 1869–1974 Radouňka byla samostatnou obcí v okrese Jindřichův Hradec. Od 1. ledna 1975 je částí města Jindřichův Hradec ve stejnojmenném okrese.

## Galerie

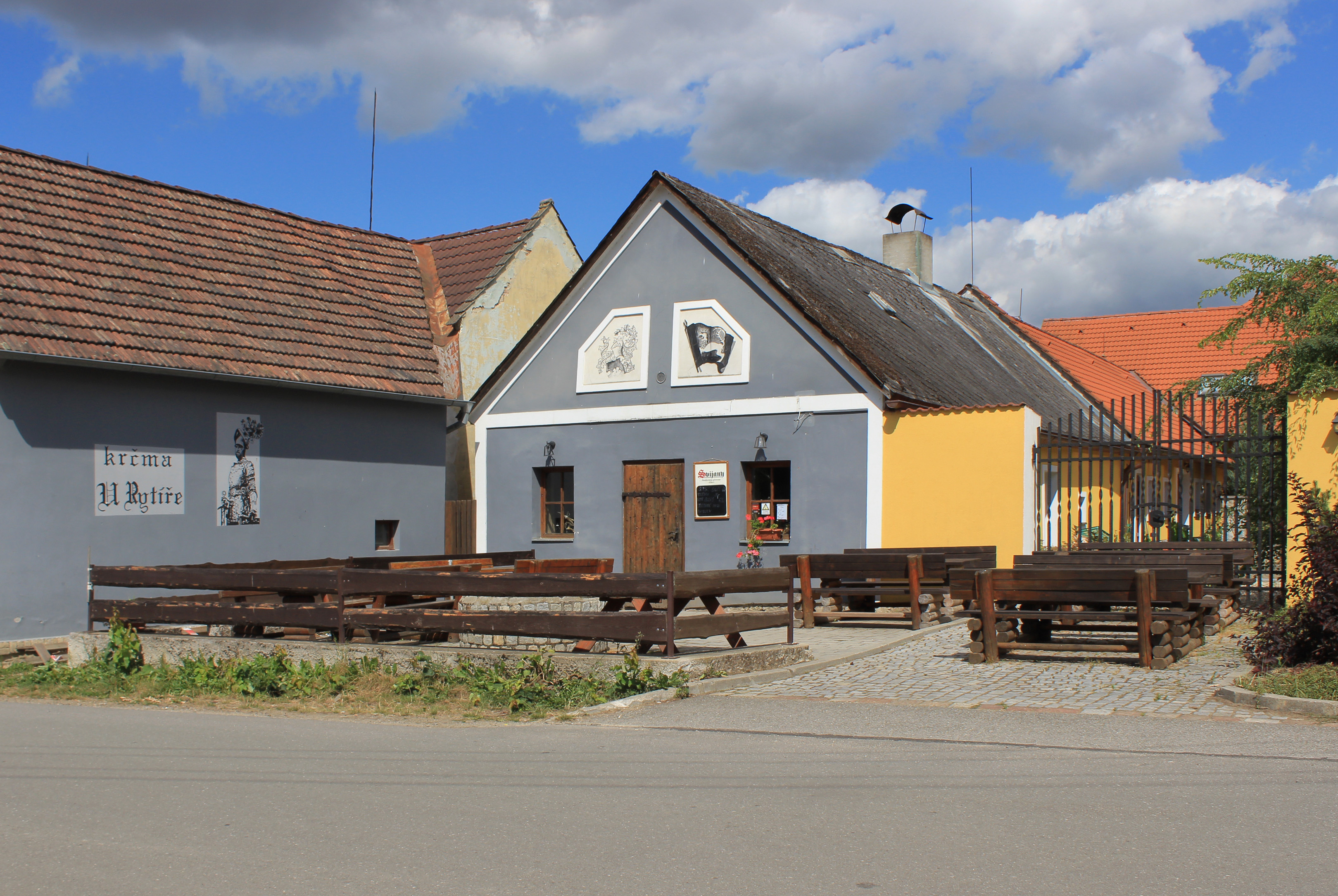
Hospoda U Rytíře
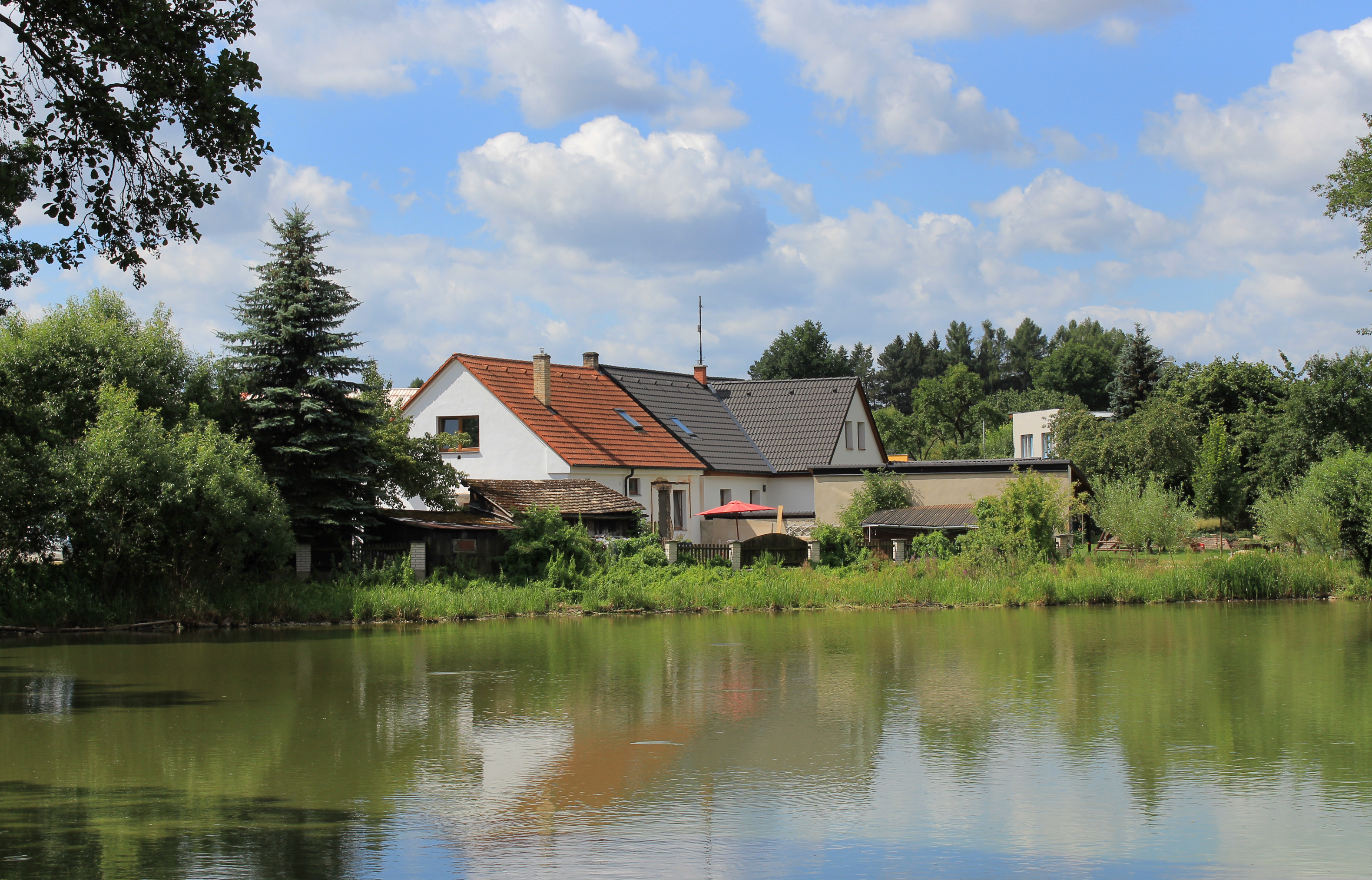
Domky za rybníkem
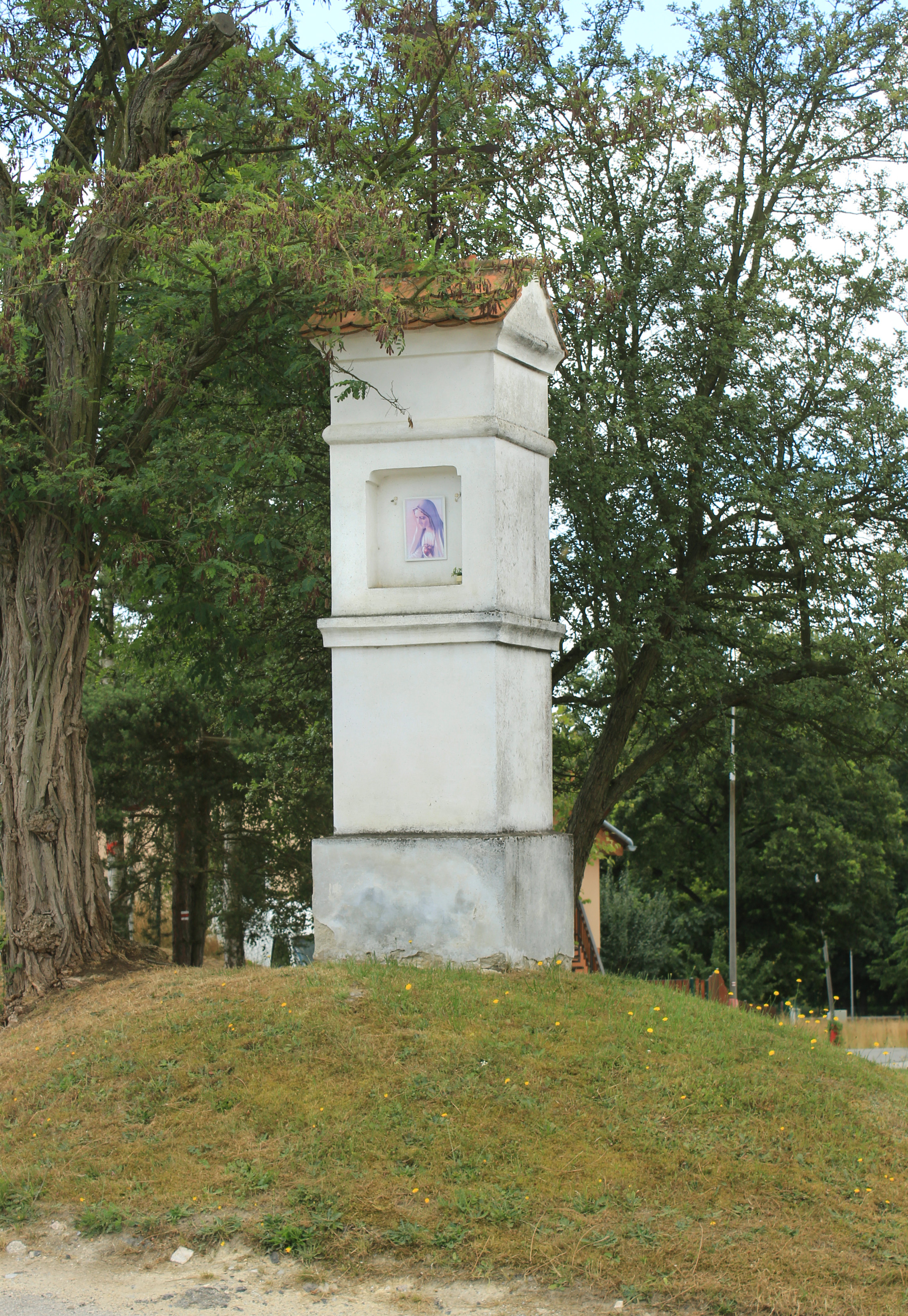
Kaplička na křižovatce